# واچاگان خورشودیان
واچاگان آنوشاوانی خورشودیان (ارمنی: Վաչագան Անուշավանի Խուրշուդյան؛ زادهٔ ۲۳ نوامبر ۱۹۵۳) یک سیاستمدار اهل ارمنستان است که از تاریخ ۲۰۰۷ تا تاریخ ۲۰۱۲ سمت نمایندگی دوره چهارم مجلس ملی جمهوری ارمنستان را برعهده داشت.

## زندگی‌نامه
در ۲۳ نوامبر ۱۹۵۳ در گوریس به دنیا آمد .